# Шкварки

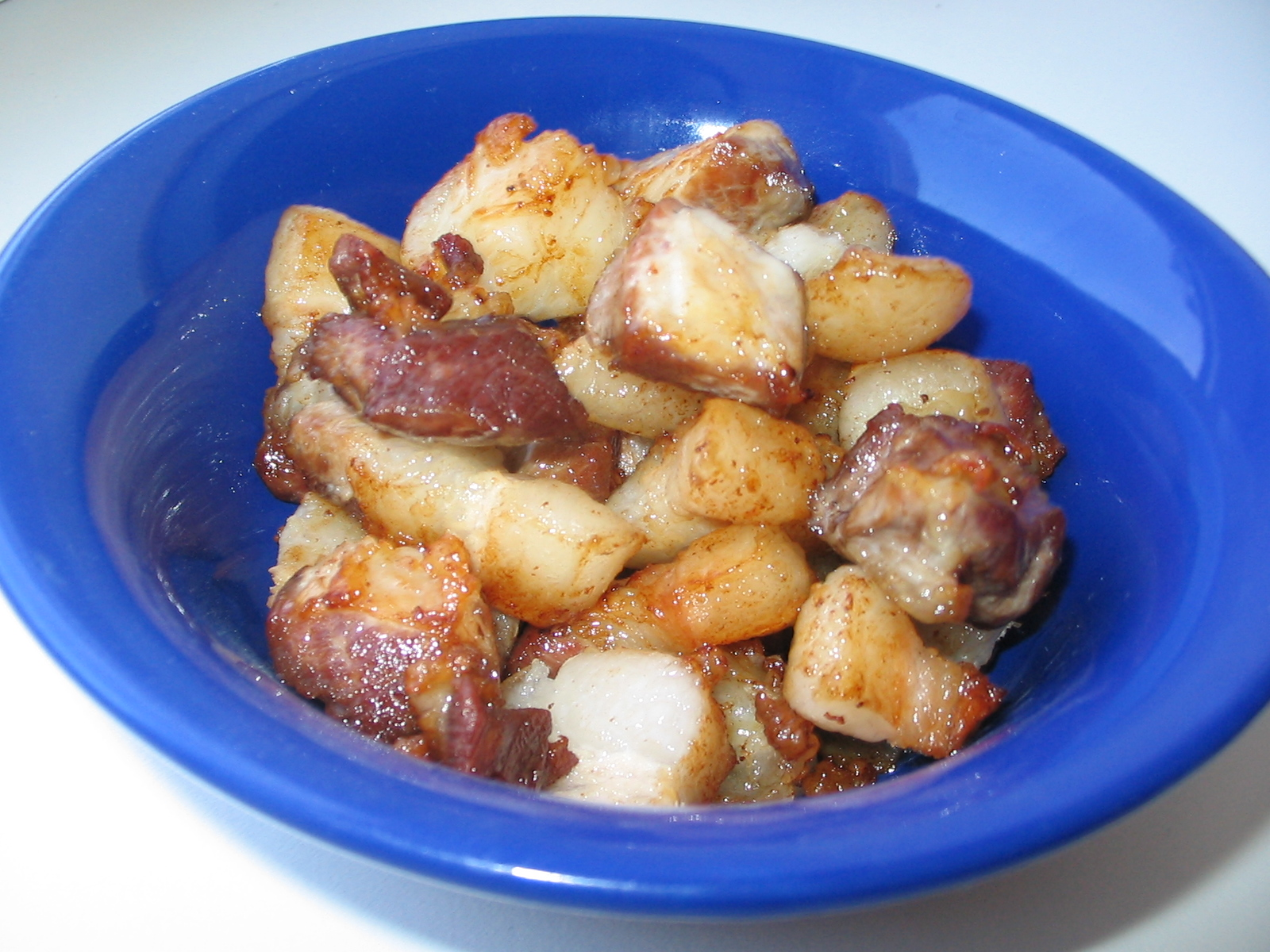
Шкварки із свинячої підчеревини

Шкварки́, також ви́шкварки — обсмажені шматочки сала з домашньої худоби чи птиці, що утворюються під час витоплення жиру. В українській кухні шкварки широко використовуються при приготуванні різноманітних страв, а також як поливка для вареників, зварених каш тощо.
Шкварки слід готувати, витоплюючи сало на малому вогні, після чого відділити смалець, що утворився, від власне шкварок. Найпоширеніші шкварки — із свинячого сала чи підчеревини.
У кухні ашкеназів (східноєвропейських, зокрема українських, євреїв) поширені шкварки з курячого, гусячого та качиного жиру (шмальц).

## Чипси зі шкірки сала
В Україні набувають популярності хрусткі шкварки зі шкірки сала (свинячої шкіри). За кордоном ця закуска відома як pork rinds у Сполучених Штатах Америки, chicharron в Іспанії і Мексиці, flæskesvær у Данії, grammeln або grieben, або schweinekrusten у Німеччині й Австрії, pork scratchings в Англії.

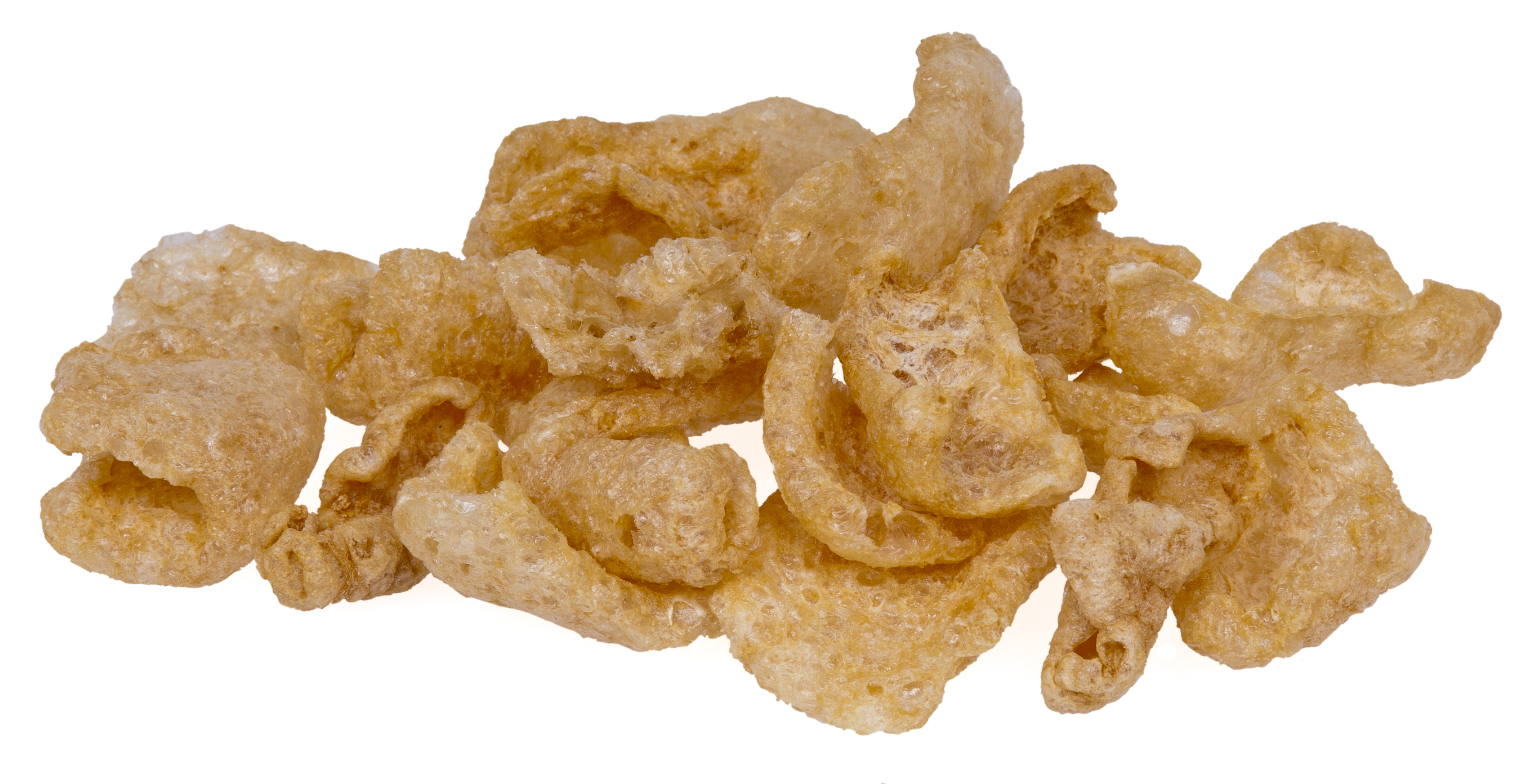
Хрусткі шкварки з шкірки сала

На відміну від класичних шкварок, звичних для українців, процес приготування хрустких шкварок (чипсів) зі шкірки сала досить складний і включає такі етапи: варку сирої шкіри в підсоленій воді, нарізку і сушку до стану ламкості, смаження у фритюрі. У підсумку отримуємо хрусткі, повітряні «чипси із сала», що тануть у роті і мають неперевершений натуральний смак бекону.

## Див. також

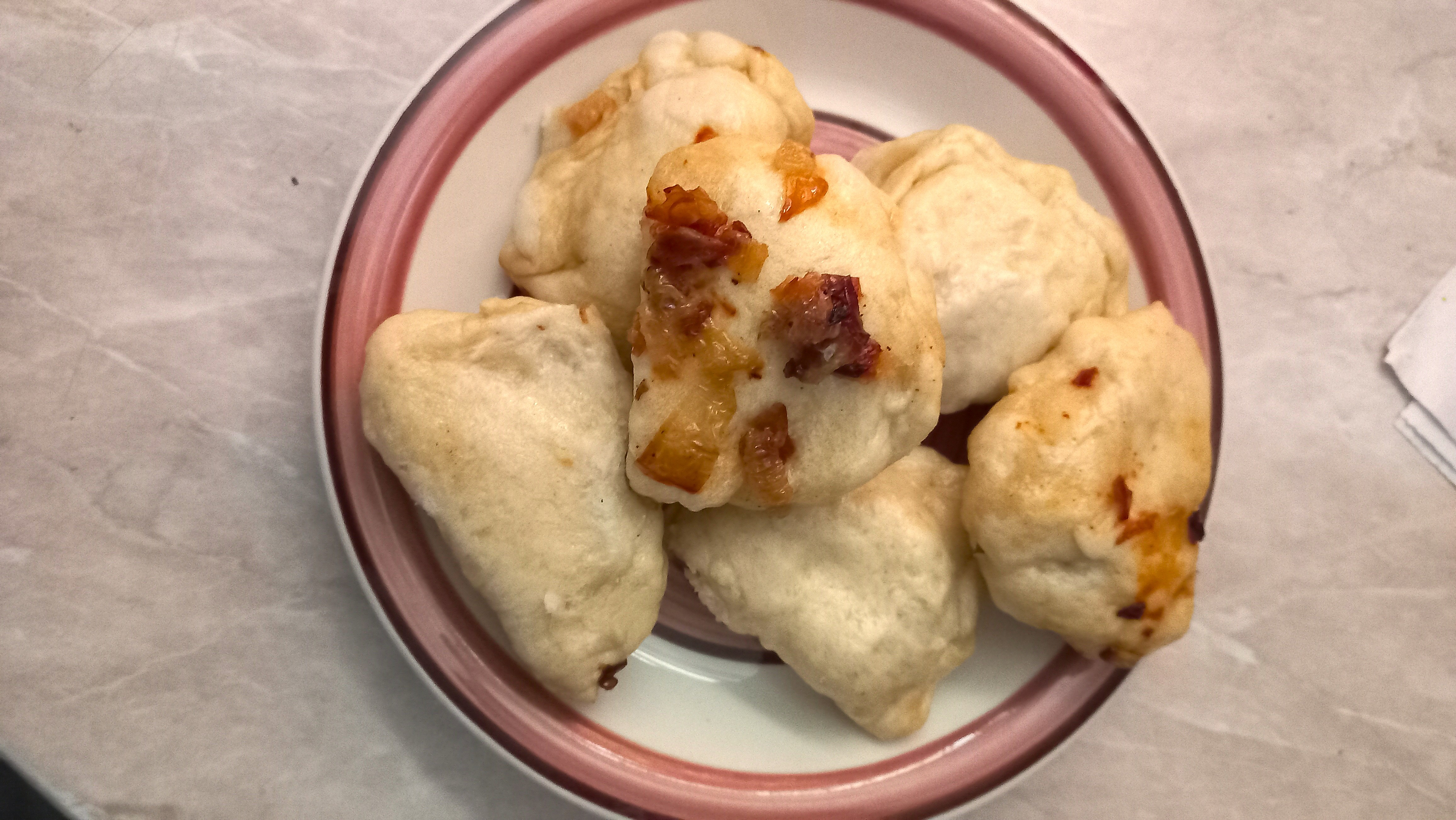
Вареники з картоплею та шкварками